# Mefitis
Mefitis – w mitologii rzymskiej bogini personifikująca trujące wyziewy bagien i wulkanów.